# Джонні Морріс (бізнесмен)
Джон Л. Морріс (народився в 1948 році) — американський бізнесмен-мільярдер, засновник, мажоритарний власник і генеральний директор Bass Pro Shops, мережі роздрібних магазинів товарів для полювання та риболовлі в США та Канаді. Станом на лютий 2023 року його статки оцінювалися в 8,3 мільярда доларів США.

## Раннє життя
Джон Морріс народився в Спрінгфілді, штат Міссурі, в 1948 році. Морріс здобув освіту в університеті Друрі.

## Кар'єра
Морріс заснував компанію Bass Pro Shops 1972 року, коли почав продавати рибальське спорядження в одному з алкогольних магазинів свого батька (Brown Derby)  в Спрінгфілді. За даними Forbes, статки Морріса становить 8,3 мільярда доларів. Морріс також є засновником White River Marine Group.
У 2017 році відкрив Wonders of Wildlife Museum & Aquarium в Спрінгфілді. Музей допомагає залучати відвідувачів до магазину Bass Pro, з яким він ділить локацію. У вересні 2017 року Bass Pro придбала Cabela’s, ще одного роздрібного продавця товарів для активного відпочинку, за 4 мільярди доларів.
У лютому 2019 року Морріс і його сім’я були нагороджені медаллю Одюбона на знак визнання їхніх зусиль щодо збереження довкілля.
Морріс також заснував поле для гольфу Top of the Rock у Брансоні, штат Міссурі, де зберігається одна з найбільших колекцій індіанських наконечників стріл та витворів мистецтва в регіоні. 22 травня 2016 року Top of the Rock потрапив у воронку шириною 70 футів.

## Особисте життя
Він одружений, має чотирьох дітей і живе в Спрінгфілді, штат Міссурі.